# Ouahigouya
Ouahigouya è un dipartimento del Burkina Faso classificato come città, capoluogo della provincia di Yatenga e della regione di Yaadga.
Il dipartimento si compone del capoluogo e di altri 37 villaggi: Aorema, Bapore, Bassaouassa, Bembela, Bissigaye, Bogoya, Bolongo, Bouri, Cissin, Ippo, Issigui, Komsila, Kouri, Lilligome, Mopeleguin, Mouni, Ouattinoma, Ouedrancin, Passogo, Pirgo, Poedogo, Rallo, Ramesse, Rikou, Risci, Roba, Sambtinga, Saye, Sissamba, Sodin, Somiaga, Soubo, Toessin, Yabonsgo, Youba, Zamioro e Zimba.
La città è gemellata con Chambéry in Francia